# Santa María del Puerto de Somiedo
Santa María del Puerto de Somiedo, también conocida como El Puerto (Santa María del Puertu en asturiano y oficialmente), es una parroquia del concejo de Somiedo, en el Principado de Asturias (España). 
Alberga una población de 84 habitantes (INE 2006) en 44 viviendas. Ocupa una extensión de 10,96 km². Está situada a 12,8 km de la capital del concejo. Se celebra el día 8 de septiembre la feria ganadera de Nuestra Señora del Puerto, además de la religiosa de El Sacramento.

## Historia
Se trata de una braña vaqueira de cultura y tradición ancestrales.

## Servicios
En el pueblo de El Puerto hay un hotel y un restaurante.

## Reconocimientos
En 2021 se le otorgó el premio al Pueblo Ejemplar de Asturias. Por este reconocimiento, acudieron a la parroquia los Reyes de España, Felipe VI y Letizia, la Princesa de Asturias, Leonor, y la infanta Sofía.

## Barrios
- El Puerto (El Puertu en asturiano)